# Società gotica
La Società gotica, o Lega gotica (Götiska Förbundet)  venne creata nel 1811 da un gruppo di poeti e scrittori svedesi, come un club letterario di studi fra accademici, al fine di elevare il tono morale della società attraverso la contemplazione dell'antichità scandinàva (EB 1911). La società venne formalmente sciolta nel 1844, essendo ormai dormiente da più di 10 anni.

## Storia
Nel contesto del dibattito polemico sulla idoneità della mitologia norrena ad essere soggetto di grande arte, tra i fautori del Neoclassicismo delle accademie del nord, sia svedesi che danesi, che proponevano pesanti pregiudizi a favore dei soggetti biblici e del classicismo, i membri della Società gotica cercarono di far rivivere lo spirito vichingo e le questioni connesse. Quando nel 1800 l'Università di Copenaghen fece del dibattito oggetto di un concorso, il romantico danese  Adam Gottlob Oehlenschläger si espresse a favore della mitologia norrena. Non solo essa era nativa, ma poiché non era diventata banale e caratteristica nella direzione del nazionalismo romantico del nord Europa, doveva ritenersi moralmente superiore alla mitologia greca. Nel 1817 la Società gotica indisse un concorso di scultura su temi nordici.
Il club pubblicò una rivista, Iduna, sulla quale veniva pubblicata un'ampia selezione di poesia, ed venivano esposte opinioni, in particolare sullo studio della letteratura antica e la storia islandese.
Lo studioso di antichità Jacob Adlerbeth (1785-1844) fu il capo di questa organizzazione ed uno dei suoi membri più attivi. Scrisse numerosi saggi che vennero pubblicati su Iduna compresa la traduzione di Edda e  Vaulundurs saga.
I membri scrissero in maniera ampia di Asi ed altre parti della mitologia norrena. Gli scritti storici di Olaus Rudbeck vennero inoltre ripresi e utilizzati per la creazione di immagini vivide. Nei loro poemi, in particolare nelle ricche illustrazioni, elementi reali norvegesi venivano mescolati, ad esempio, con elementi dell'età nordica del bronzo, anglosassone e vichinga al fine di creare una mitologia moderna del passato.
Fra i suoi maggiori esponenti vi furono Esaias Tegnér e Erik Gustaf Geijer, entrambi editori di Iduna. Alcuni dei loro poemi più famosi vennero composti sotto l'influenza delle idee e dei sentimenti della Società gotica, in particolare Frithiofs saga di Tegnér, così come altri poemi minori denominati  Vikingen, Odalbonden e Skidbladner. Questi ultimi vennero pubblicati su Iduna. Altri ben noti membri furono Arvid Afzelius, un redattore dell'innovativa antologia di canti popolari svedesi, Svenska visor från forntiden, il poeta lirico Karl August Nicander, l'insegnante svedese Pehr Henrik Ling e Gustaf Vilhelm Gumaelius (1789-1877) autore del romanzo storico, Tord Bonde.
I membri della società scrissero ampiamente sui vichinghi, spesso in modo romanzato che li descrive in gran parte come un antico popolo eroico e nobile. I membri della Società gotica, di tanto in tanto indossavano il casco cornuto, che è la fonte del mito in quanto si presume che i vichinghi avessero indossato caschi di tale fattura. In realtà, non vi sono prove che suggeriscano che lo abbiano mai fatto.
Nel 1844, in seguito alla morte di Jakob Adlerbeth e allo scioglimento della Società, parte della biblioteca accumulata, insieme al suo archivio, venne conferita alla biblioteca dell'Accademia Reale svedese di lettere, storia e antichità (Vitterhetsakademiens bibliotek), dove i materiali vengono mantenuti tra le collezioni speciali.
La mitologia e le immagini di questo movimento furono molto popolari nell'Impero tedesco, in cui le società comparabili facevano parte del "Movimento völkisch". Nel secolo successivo, temi simili sarebbero stati ripresi nella Germania nazista. In una certa misura rimangono popolari tra i neo-nazisti anche ai nostri giorni. Ideologicamente non sembra esserci un nesso evidente, a parte la relazione con l'interesse sentimentale, patriottico, etnico, folkloristico, della storia locale e un "ritorno alla terra" anti urbanistico, che sono luoghi comuni del nazionalismo romantico, impiegato come critica del moderno industrialismo urbano ed il suo impatto degenerativo, tuttavia, allude all'immaginario vichingo ed alla concezione delle incontaminate tribù germaniche come tali, in contrasto con le tribù e culture non germaniche, come il giudeo-cristianesimo. Ne scaturisce un ideale artistico che era facilmente interpretato in termini di ideali nazisti biologici, culturali e politici. I Vichinghi sono stati associati ad una virilità guerriera che è trasgressiva dei valori moderni: così l'immagine allude al radicale militarismo nazista o pan-germanico.